# Јоже Болдан
Јоже Болдан Силни (Вишње, код Иванчне Горице, 30. август 1915 — Љубљана, 8. јануар 1994) био је учесник Народноослободилачке борбе, пуковник ЈНА и народни херој Југославије.

## Биографија
Рођен је 30. августа 1915. у селу Вишње, у радничко-сељачкој породици. После четири разреда основне школе у Амбрусу, изучио је месарски занат у Рибници. Године 1936/1937. одслужио је кадровски рок у 2. планинском пешадијском пуку, у Сушаку. Као месарски помоћник радио је прво у Љубљани, а потом у Грахову, у Нотрањској, где је дочекао распад југословенске војске. Након тога се вратио кући и добио посао у руднику мрког угља у Кочевју.
У руднику који је био жариште покрета отпора у кочевском крају, повезао се 1941. с Освободилном фронтом. Августа 1941. припремио се за одлазак у партизане, али му секретар партијске ћелије, који га је водио као кандидата КПЈ, то није дозволио, зато што још није компромитован и да би зато требало да остане на терену. Болдан је у руднику обављао благајничке послове за један од одбора ОФ. Учествовао је у разним пропагандним акцијама, растурао летке и лист „Словенски порочевалец”. Уочи дана уједињења Срба, Хрвата и Словенаца, ОФ је за 1. децембар припремила акцију растурања летака и исписивања парола. Италијански окупатор је брзо реаговао, и следећих дана је извршен претрес у Болдановој соби, где је нађен свежањ летака. Затворен је у Кочевју, затим пребачен у Ново Место, одакле је, 4. маја 1942, заједно с још двојицом другова, уз помоћ стражара побегао. Одмах је отишао у партизане, у Западнодолењски партизански одред, у Кајтимирову чету. Убрзо после доласка у партизане, добио је име Силни. Пошто се истакао као добар борац, постао је митраијезац, и већ у првом месецу добио чин водника. Дана 16. маја 1942. формирана је Пролетерска ударна чета, а 1. јуна Пролетерски батаљон „Тоне Томшич”, у чије је редове био укључен и Болдан. Од тога батаљона и нових бораца формирана је, 16. јула 1942, у Амбрусу, Прва словеначка народноослободилачка бригада „Тоне Томшич”. Болдан је у тој бригади био од њеног оснивања до априла 1944. године. У почетку је био водник, августа 1942. је примљен у КП, а ускоро потом постао је командир чете. Учествовао је у свим већим борбама које је водила Томшичева бригада с италијанским окупатором, односно с белогардистима. Марта 1943. учествовао је у нападу на Рибницу, 26. марта у Јеленовом жлебу, где су Италијани доживели велики пораз (више од 100 мртвих), на Машуну и Мллановом врху у Нотрањској где је био тешко рањен. Приликом капитулације Италије, учествовао је с Томшичевом бригадом у нападу и разоружавању италијанске војске и белогардиста у Долењској Васи. Затим се с батаљоном пребацио у Велике Лашче и на Турјаку, где су биле скупљене главне белогардијске снаге у Долењској. Кад је положаје око Турјака запосела Прешернова бригада, Болданов батаљон је напао белогардисте при Шент Јернеју, одакле се пребацио у Нотрањску, где је учествовао у рушењу Штампетовог моста, на прузи Љубљана—Трст. Од јула 1943. Томшичева бригада је ушла у састав 14. дивизије. У том саставу је она, заједно с 3. Шерцеровом и 13. Брачичевом бригадом, новембра и децембра, 1943, уништила јако немачко-домобранско упориште Грахово у Нотрањској 23. новембра, затим Велике Лашче 3. децембра и, најзад Кочевје од 9. до 12. децембра. С Томшичевом бригадом је, 1944, отишао, као командант батаљона, на поход 14. дивизије у Штајерску. Априла 1944, постао је заменик команданта Шерцерове бригаде, а јуна је именован за команданта те бригаде. Већим акцијама које је водио у Штајерској припада и напад на немачке положаје у Мозирју, на Ловренцу 27. августа 1944, на Соколски дом на Похорју, на Подчетртек и Подсреду. Бригада је под његовом командом септембра 1944. ослободила 622 британска војна заробљеника, који су поправљали железничку пругу између Марибора и Дравограда, а предало се и 15 немачких стражара. Заробљени британски војници су пребачени у Белу крајину, а затим, с партизанског аеродрома у Подземљу при Градацу, отпремљени у њихове базе у Италију.
Крајем октобра 1944. био је рањен по седми пут. Када се опоравио вратио се у бригаду, али не задуго. По налогу Главног штаба НОВ и ПО Словеније, отишао је у Белу крајину, где је добио задатак да у Хрватску преведе око 200 рањеника. У тој колони је било још стотинак младића, одређених за школовање у војним школама у Београду. Када је у Мославини предао рањенике, он је с партизанима отишао на пут према Београду. У Београду је, 1944, укључен у гардијску јединицу, и тамо је остао до 1950. године, када је отишао у Загреб, у једногодишњу артиљеријску школу. После завршене школе, постао је начелник артиљерије у дивизији у Карловцу. Поново је ишао у војну школу у Сарајеву, а после завршене школе постао је начелник војне болнице Пете војне области. Године 1957. је пензионисан у чину пуковника. Живео је у Кочевју и био активан друштвено-политички радник.
Преминуо је 8. јануара 1994. године у Љубљани.
Носилац је неколико југословенских одликовања, међу којима су — Орден заслуга за народ првог реда, Орден братства и јединства другог реда, три Ордена за храброст, Орден партизанске звезде трећег реда и др. Орденом народног хероја одликован је 21. јула 1952. године.